# Distretto di Seyhan
Il distretto di Seyhan (in turco Seyhan ilçesi) è uno dei distretti della provincia di Adana, in Turchia. Fa parte del comune metropolitano di Adana.